# تامااودون
وبگاه ژاپنی، گوگل مپس
玉陵
تامااودون (به ژاپنی: 玉陵 Tamaudun) یکی از سه آرامگاه یادمانی سلطنتی پادشاهی ریوکیو است که در ایزنا، اوکیناوا؛ استان اوکیناوا؛ ژاپن قرار دارد.